# 에마 도마
에마 도마(Emma Daumas, 1983년 11월 23일 ~ )는 프랑스의 싱어송라이터이다.

## 음반 목록
- Le saut de l'Ange (2004)
- Effet secondaire (2006)
- Le Chemin de la Maison (2008)